# Leonardo Balada
 (octobre 2024).
Leonardo Balada (né le 22 septembre 1933 à Sant Just Desvern) est un compositeur espagnol-américain, actuellement enseignant et composant à Pittsburgh, Pennsylvanie.

## Biographie
Après avoir étudié le piano au Conservatori Superior de Música del Liceu à Barcelone, en 1956 il a émigré aux États-Unis pour poursuivre ses études à la Juilliard School à New York, dont il est sorti diplômé en 1960. Il a étudié la composition avec Vincent Persichetti, Alexandre Tansman et Aaron Copland, et la direction d'orchestre avec Igor Markevitch. En 1981, il est devenu citoyen américain. Depuis 1970, il enseigne à l'Université Carnegie-Mellon à Pittsburgh, Pennsylvanie.

## Principales œuvres

### Opéras
- Hangman, Hangman!, opéra de chambre (1982)
- Zapata, opéra (1984)
- Christopher Columbus, opéra (1986)
- Death of Columbus, opéra (1996)
- The Town of Greed, opéra de chambre (1997) (suite de Hangman, Hangman!)
- Faust-bal, opéra (2007)

### Œuvres orchestrales
- Symphonies
  - Symphonie nº 1 Sinfonia en Negro, a homage to Martin Luther King (1968)
  - Symphonie nº 2 Cumbres, a short symphony for band (1972)
  - Symphonie nº 3 Steel Symphony (1972)
  - Symphonie nº 4 Lausanne (1992)
  - Symphonie nº 5 American (2003)
  - Symphonie nº 6 Symphony of Sorrows (2005)
- Guernica (1966)
- Homage to Sarasate (1975)
- Homage to Casals (1975)
- Sardana (1979)
- Quasi un Pasodoble (1981)
- Fantasias Sonoras (1987)
- Zapata: Images for Orchestra (1987)
- Columbus: Images for Orchestra (1991)
- Divertimentos, for string orchestra (1991)
- Celebracio (1992)
- Folk Dreams (1994-8)
- Passacaglia (2002)
- Prague Sinfonietta (2003)

### Musique concertante
- Concerto pour Bandoneon et Orchestre (1970)
- Concertino for Castanets and Orchestra Three Anecdotes (1977)
- Music for Oboe and Orchestra Lament from the Cradle of the Earth (1993)

Piano
- Concerto pour piano nº 1 (1964)
- Concerto pour piano nº. 2 for piano, winds, and percussion (1974)
- Concerto pour piano nº 3 (1999)

Violon
- Concerto pour violon nº 1 (1982)
- Caprichos nº 2 (2004)
- Caprichos nº 3 (2005)

Alto
- Concerto pour alto et ensemble de vents (2010)

Violoncelle
- Concerto pour violoncelle nº 1 pour violoncelle et neuf instruments (1962)
- Concerto pour violoncelle nº 2 New Orleans (2001)
- Concerto pour trois violoncelles et orchestre A German Concerto (2006)

Flûte
- Morning Music pour flûte et orchestre (1994)
- Music for Flute and Orchestra (2000)

Guitare
- Concerto pour guitare nº 1 (1965)
- Symphonie Concertante pour Guitare et Orchestre Persistencies (1974)
- Concerto pour quatre guitares et orchestre (1976)
- Concierto Mágico for guitar and orchestra (1997)
- Caprichos nº 1 (2003)

### Musique vocale/chorale
- Maria Sabina (1969)
- La Moradas (1970)
- No-res (1974)
- Ponce de Leon, for narrator and orchestra (1974)
- Torquemada (1980)
- Thunderous Scenes (1992)
- Dionisio: In Memoriam (2001)
- Ebony Fantasies, cantate (2003)